# Кетрін Каснер
Кетрін Каснер (англ. Kathryn Kusner, 21 березня 1940) — американська вершниця.
Срібна призерка Олімпійських Ігор 1972 року в командному конкурі, учасниця 1964, 1968 років.
Переможниця Панамериканських ігор 1963 року в командному конкурі, срібна призерка 1967  року в командному конкурі.